# Derrumbe
Derrumbe es una canción del músico, médico y productor uruguayo Jorge Drexler, publicada en 2024. 
La canción Derrumbe fue galardonada con el Premio Latin Grammy como canción del año y también ganó mejor canción de cantautor.
Derrumbe forma parte del álbum Tinta y Tiempo. Fue producida por Rafael Arcaute y Federico Vindver, junto al propio Drexler.
Con este premio Drexler gana Latin Grammy número 16 convirtiéndose en uno de los artistas más laureados.